# Donald Duck Dubbelalbum
Donald Duck Dubbelalbum was een Nederlandse albumreeks met Disneystrips, waarvan tussen 1984 en 1988 in totaal 19 delen zijn uitgegeven door uitgeverij Oberon BV. De naam verwijst naar de dikte van de albums, die met 96 pagina's ongeveer twee keer zo dik waren als de albums die verschenen in de series De beste verhalen van Donald Duck en Oom Dagobert, avonturen van een steenrijke eend. 
In de Donald Duck Dubbelalbums verschenen herdrukken van verhalen uit met name het Donald Duck Weekblad en het Mickey Maandblad, maar ook verhalen die nog niet eerder in het Nederlands waren verschenen.